# Estación de Tetuan (Metro de Barcelona)
Tetuan es una estación de la línea 2 del Metro de Barcelona.
La estación está situada en la plaza de Tetuán, debajo de la Gran Vía de las Cortes Catalanas en el distrito del Ensanche de Barcelona y se inauguró en 1995 con la apertura del primer tramo de la línea 2 del Metro de Barcelona.

## Historia
La estación de Tetuan fue proyectada dentro del trazado inicial de la Línea II, diseñado en el Plan de la Red de Metros de 1966. La construcción de la Línea II, entre las estaciones de Sagrada Familia y Paral·lel (por entonces denominada Pueblo Seco) se inició en 1968. En noviembre de 1974 el Ministerio de Obras Públicas dio por finalizadas las obras del trazado, quedando únicamente pendiente el tramo entre las estaciones de Monumental y Sagrada Família, por problemas de filtraciones de aguas subterráneas. A pesar de lo avanzado de las obras, el proyecto se abandonó en 1975, y durante casi dos décadas los túneles y estaciones del trazado quedaron abandonados. 
La creación de la línea 2 se retomó en 1991, con vistas a los Juegos Olímpicos de Barcelona 1992. Aunque el trazado aprovechaba los túneles y estaciones ya construidas, como la de Tetuan, fue necesaria una profunda remodelación, lo que retrasó las obras tres años más de lo previsto. Finalmente, el 25 de septiembre de 1995 se abrió al público el primer tramo de la L2, entre Sagrada Família y Sant Antoni, formado por seis estaciones, entre ellas Tetuan. Al acto inaugural asistieron el presidente de la Generalitat, Jordi Pujol, el ministro de Obras Públicas, Josep Borrell, y el alcalde de Barcelona, Pasqual Maragall, entre otras autoridades.

## Líneas
| << cabecera | < estación      | línea | estación > | cabecera >>           |
| ----------- | --------------- | ----- | ---------- | --------------------- |
| Metro       |                 |       |            |                       |
| Paral·lel   | Paseo de Gracia |       | Monumental | Badalona Pompeu Fabra |